# 22 octobre 1996
Le mardi 22 octobre 1996 est le 296e jour de l'année 1996.

## Naissances
- Andrej Strmiska, cycliste slovaque
- Assim Madibo, joueur de football qatari
- B.I, Rappeur sud-coréen
- Emiel Planckaert, coureur cycliste belge
- Jillian Henry, actrice américaine
- Johannes Høsflot Klæbo, Skieur de fond norvégien
- Madison Mailey, rameuse canadienne
- Mason Holgate, joueur de football britannique
- Matías Nahuel, footballeur argentin
- Oleksandr Kazik, fondeur et biathlète handisport ukrainien
- Sara Asahina, judokate japonaise
- Takuma Nishimura, joueur de football japonais

## Décès
- Edmund Black (né le 3 mai 1905), athlète américain spécialiste du lancer de marteau
- Hermann Höfer (né le 19 juillet 1934), footballeur allemand
- Sergueï Rytov (né le 3 juillet 1908), physicien russe

## Événements
- Découverte de l'exo-planète 16 Cygni Bb
- Sortie de l'album Firing Squad du groupe M.O.P.
- Sortie de l'album Jesus Christ Superstars du groupe Laibach
- Sortie de l'album Live à Paris de Céline Dion
- Sortie de la chanson Street Dreams du rappeur Nas